# Werner Schröter (Politiker)

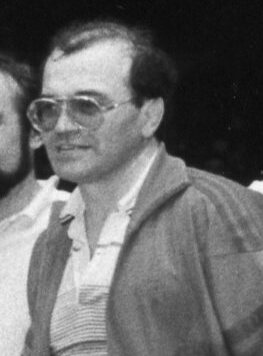
Werner Schröter (1988)

Werner Schröter (* 28. Juni 1944 in Heiligenbeil) ist ein ehemaliger deutscher Ringer und Politiker (SPD).

## Werdegang als Ringer
Werner Schröter ist dem Ringen von Kind an verbunden. Er begann bei der TSG Haßloch, startete in den verschiedenen Jugend- und Juniorenklassen und erreichte Ende der 1960er Jahre die deutsche Spitzenklasse im griechisch-römischen Stil. Er wechselte dann zum VfK Schifferstadt, für den er viele Jahre als Ringer und Trainer tätig war. Mit diesem Verein wurde er als Aktiver 1967, 1969, 1971 und 1976 und als Trainer 1988 und 1990 deutscher Mannschaftsmeister. Später war er auch ehrenamtlicher Vorsitzender des VfK Schifferstadt. 1970 wurde Werner Schröter Vizeweltmeister in der Weltergewichtsklasse und 1974 Vizeeuropameister in der Mittelgewichtsklasse, jeweils im griechisch-römischen Stil. Bei den Olympischen Spielen 1972 in München blieb er zwar in vier Kämpfen ungeschlagen, musste aber nach drei unentschieden verlaufenen Kämpfen gegen starke Ringer aus dem Ostblock wegen des Erreichens der Fehlerpunktgrenze ausscheiden.

### Internationale Erfolge
(OS = Olympische Spiele, WM = Weltmeisterschaft, EM = Europameisterschaft, We = Weltergewicht, Mi = Mittelgewicht, damals bis 74 kg bzw. 82 kg Körpergewicht, GR = griechisch-römischer Stil)
- 1969, 5. Platz, EM in Modena, GR, We, mit Sieg über Diego Rossi, Italien, Unentschieden gegen Momir Kecman, Jugoslawien, und einer Niederlage gegen Sırrı Acar, Türkei;
- 1969, 6. Platz, WM in Mar del Plata, GR, We, mit Sieg über Gerald Bennet, Kanada, Unentschieden gegen Matti Poikala, Finnland, und einer Niederlage gegen Seiji Yamagada, Japan;
- 1970, 8. Platz, EM in Berlin, GR, We, mit Siegen über Jacques van Lancker, Belgien, Cumali Balcikanli, Türkei, und Niederlagen gegen Antal Steer, Ungarn, und Petros Galaktopoulos, Griechenland;
- 1970, 2. Platz, WM in Edmonton, GR, We, mit Siegen über Galaktopoulos, Daniel Robin, Frankreich, und einer Niederlage gegen Wiktor Igumenow, UdSSR;
- 1971, 7. Platz, WM in Sofia, GR, We, mit Siegen über Ronald Franzen, Schweden, Franz Berger, Österreich, Ion Enache, Rumänien, und Niederlagen gegen Galaktopoulos und Kecman;
- 1972, 7. Platz, OS in München, GR, We, mit Sieg gegen Ivan Kolew, Bulgarien, und Unentschieden gegen Stanisław Krzesiński, Polen, Miklós Hegedűs, Ungarn, und Kecman;
- 1974, 2. Platz, EM in Madrid, GR, Mi, mit Siegen über Miroslav Janota, Tschechoslowakei, Constant Bens, Belgien, Olteanu Staicu, Rumänien, Andre Bouchoule, Frankreich, und Niederlagen gegen Anatoli Nazarenko, UdSSR, und Momir Petković, Jugoslawien;
- 1975, 12. Platz, EM in Ludwigshafen am Rhein, GR, Mi, nach Niederlagen gegen Istvan Nagy, Ungarn, und Frank Andersson, Schweden

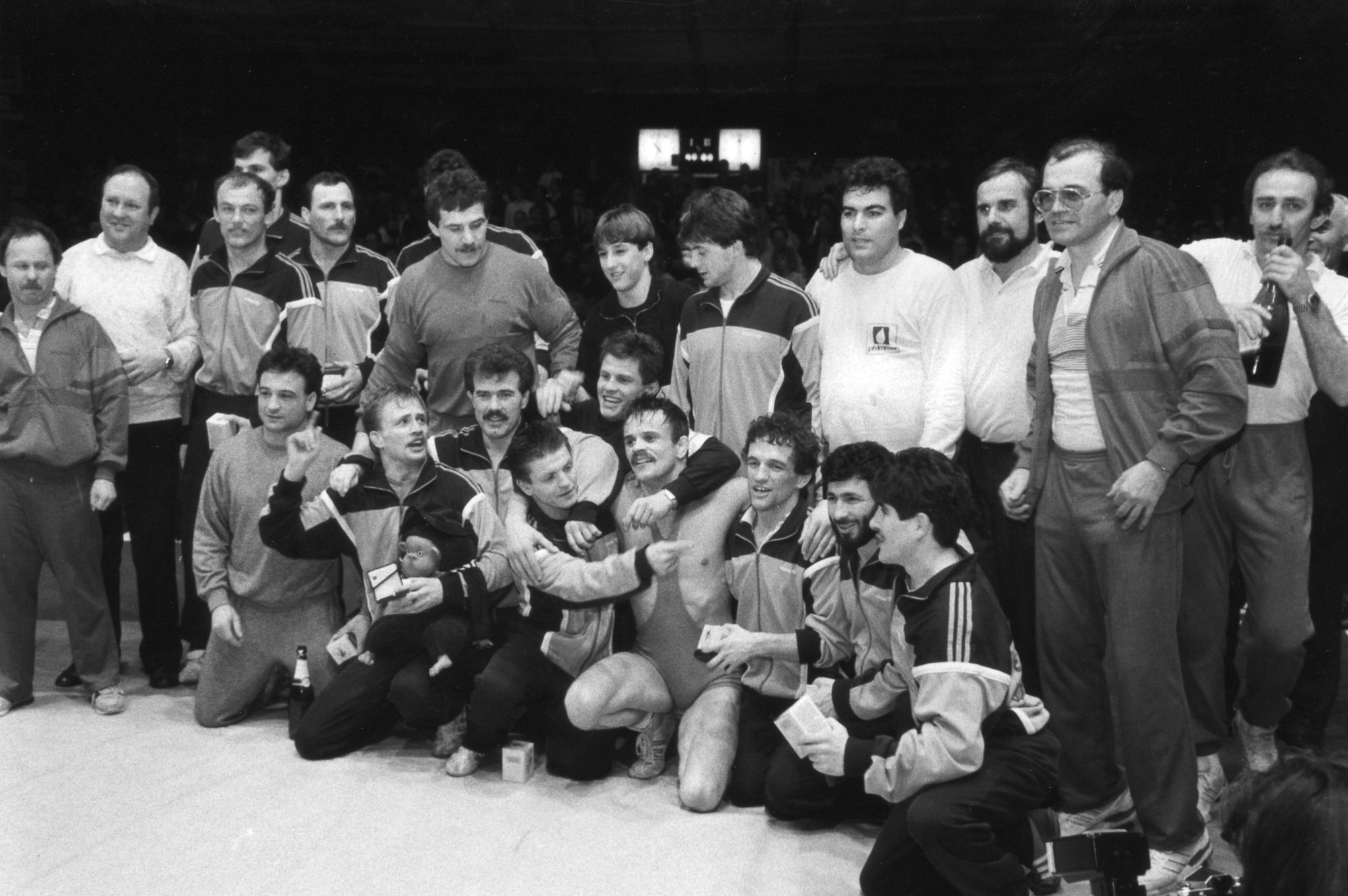
Deutscher Mannschaftsmeister mit dem VfK Schifferstadt 1988 (Werner Schröter in der hinteren Reihe, Zweiter von rechts)

### Deutsche Meisterschaften
(alle Erfolge wurden im griechisch-römischen Stil erzielt)
- 1967, 1. Platz, We, vor Peter Nettekoven, Dortmund und Otto Schmittner, Aschaffenburg;
- 1968, 1. Platz, We, vor Nettekoven und Herbert Alt;
- 1969, 1. Platz, We, vor Reinhard Zeiher, Brötzingen und Norbert Brehm, Waldaschaff;
- 1970, 1. Platz, We, vor Zeiher und Brehm;
- 1971, 1. Platz, We, vor Arnold Both, Köllerbach und Kurt Gansserich, Dortmund;
- 1972, 1. Platz, We, vor Hubert Rampf, Hallbergmoos und Werner Heckert, Freiburg im Breisgau;
- 1974, 1. Platz, Mi, vor Reinhold Hucker, Unterelchingen und Max Mitterbichler, Reichenhall;
- 1975, 1. Platz, Mi, vor Walter Groß und Detlef Englich

## Werdegang als Politiker
Werner Schröter ist in Haßloch (Pfalz) aufgewachsen und lebt heute in Maxdorf (Rhein-Pfalz-Kreis).
Kommunalpolitische Erfahrung konnte er im Gemeinderat Haßloch und im Kreistag des Landkreises Bad Dürkheim sammeln. Seine berufliche Karriere begann bei der Stadtverwaltung Ludwigshafen am Rhein. Dort absolvierte er bereits seine Ausbildung, und später war er unter anderem 17 Jahre lang Büroleiter des sozialdemokratischen Bürgermeisters Erich Reimann sowie des freidemokratischen Beigeordneten Karl-Horst Tischbein. 1990 wurde er Leiter des Ludwigshafener Sportamtes. In dieser Position war er Gesprächspartner für 150 Sportvereine mit 50.000 Mitgliedern.
Von 2001 bis 2009 war der Sozialdemokrat Landrat des Rhein-Pfalz-Kreises (bis 31. Dezember 2003: Landkreis Ludwigshafen, für dessen Umbenennung er sich starkmachte). Als erster Amtsinhaber wurde er direkt von der Bevölkerung für acht Jahre gewählt.
Seit 26. Juni 2010 ist Werner Schröter Vizepräsident des Landessportbundes Rheinland-Pfalz – zuständig für den Leistungssport.

## Ehrungen
2017 wurde Schröter mit dem Bundesverdienstkreuz am Bande geehrt.